# Construcción (álbum)
Construcción es el séptimo álbum de estudio del grupo de rock mexicano La Barranca, lanzado en 2008 casi a la par de Providencia. Es un álbum de música instrumental, cuyas piezas fueron creadas a partir de la reconstrucción y abstracción de pasajes musicales concebidos durante la grabación de su anterior álbum de estudio y posteriormente complementado con piezas inéditas y grabaciones hechas especialmente para este disco.
Contiene 22 texturas sonoras y piezas inéditas, pasajes instrumentales generados a partir de la reconstrucción y abstracción de ideas contenidas en torno a Providencia. Complementado con grabaciones hechas ex profeso para el álbum, el resultado es una especie de papel tapiz sonoro o música ambiental, algo para escuchar mientras se trabaja.

## Lista de canciones
| N.º   | Título                             | Duración |  |
| 1.    | «Ka'an»                            | 1:01     |  |
| 2.    | «Sol raro»                         | 1:04     |  |
| 3.    | «Mujer sola con DVD»               | 1:10     |  |
| 4.    | «Brooklin»                         | 2:31     |  |
| 5.    | «Pax»                              | 1:32     |  |
| 6.    | «Reconstrucción»                   | 0:47     |  |
| 7.    | «Origen»                           | 1:50     |  |
| 8.    | «Picos gemelos»                    | 1:48     |  |
| 9.    | «Arquitectura»                     | 0:57     |  |
| 10.   | «Existen en ti»                    | 0:59     |  |
| 11.   | «Poniente»                         | 1:54     |  |
| 12.   | «San Petersburgo»                  | 1:37     |  |
| 13.   | «Recorrido»                        | 1:30     |  |
| 14.   | «Un cielo mineral»                 | 1:25     |  |
| 15.   | «Uayeb»                            | 1:19     |  |
| 16.   | «El trabajo en lo echado a perder» | 1:02     |  |
| 17.   | «El principio»                     | 1:22     |  |
| 18.   | «Ascensión»                        | 1:36     |  |
| 19.   | «Muro»                             | 1:08     |  |
| 20.   | «Veladora»                         | 2:18     |  |
| 21.   | «Alas»                             | 1:13     |  |
| 22.   | «El retorno»                       | 1:05     |  |
| 31:08 |                                    |          |  |

## Músicos
- José Manuel Aguilera - Federico Fong - Alfonso André.
- Eduardo del Águila - sonido, copas de agua, master.
- Mónica del Águila - violonchelo.
- Augusto Cifuentes - trombón.[4]

## Créditos
- Producción - La Barranca.
- Fotos arquitectura - Alejandro Aguilera.
- Foto músicos - Blendaimage.
- Construcción gráfica - Gilberto Martínez.[4]